# Javorová dolina
Javorová dolina (polsky Dolina Jaworowa) je údolí, které se nachází v severní části Vysokých Tater. Leží na území Slovenska a nachází se v katastrálních územích Tatranská Lomnica města Vysoké Tatry a obce Tatranská Javorina v okrese Poprad v Prešovském kraji.

## Hranice údolí
Na západě její část Širokou dolinu odděluje hřeben Horvátova vrchu až po Širokou od Bielovodské doliny, v čemž pokračuje na jih pokračující hřeben přes Široké sedlo, Štít nad Zeleným, Javorové vrchy a veže až po Malý Javorový štít. Hlavní hřeben Vysokých Tater údolí na jihu odděluje postupně směrem k východu od Veľké Studené doliny po Širokou vežu, od Malé Studené doliny po Baranie rohy a konečně od Doliny Kežmerskej Bielej vody po hřeben Belianských Tater.

## Vodstvo
Údolím protéká potok Javorinka. V samotné Javorové dolině, s výjimkou její nejvyšší části, nejsou žádná ledovcová jezera. Jsou jen v jeho bočních údolích a odnožích:
- Široká dolina (Malé Tiché pleso, Tiché pleso)
- Kolová dolina (Kolové pleso)
- Čierna Javorová dolina (Čierne Javorové pleso)
- Zelená Javorová dolina (Zelené Javorové pleso)
- Žabia Javorová dolina (Malé Žabie Javorové pleso)
- Zadná Javorová dolina (Žabie Javorové pleso, Nižné Žabie pleso, Zadné rígľové oko, Predné rígľové oko, Suché oko)

## Přístup
Dolní částí a větví Predné Meďodoly vede  modře značený turistický chodník do Kopského sedla, na který na rozcestí Pod Muráňom navazuje  zeleně značený turistický chodník ze Starého Smokovce kolem Téryho chaty a přes Sedielko.

## Ochrana území
Údolí je pokryto stejnojmennou národní přírodní rezervací na pravém břehu Javorinky až k ústí Meďodolského potoka, kde na ni navazuje národní přírodní rezervace Belianské Tatry, která pokrývá pravou stranu údolí Predné Meďodoly. Široká dolina je pokrytá národní přírodní rezervací Bielovodská dolina. V oblasti TANAPu se v severní části doliny pod vrcholem Skorušiniak nacházejí přírodní rezervace Bor, Grapa, Goliašová a Pod Črchľou.